# Зубрицький Діонісій
Діоні́сій Зубри́цький або Діонізій Зубрицький, Дионизій Зубрицький (псевдонім Торисин, 20 червня 1895, Дячків, Пряшівщина — 15 квітня 1949, Пряшів) — греко-католицький священник, український літературознавець, публіцист, культурно-громадський діяч.

## Із життєпису
У 1917 році закінчив Пряшівську греко-католицьку богословську семінарію, у 1919—22 роках навчався в юридичній академії у Кошицях, у 1924—25 — на філософському факультеті Карлового університету та Українському вільному університеті в Празі, у 1926 році.
Один із засновників Руської греко-католицької горожанської школи у Пряшеві, де, у 1929—45 роках, працював заступником директора та директором. Співзасновник народного тижневика «Русское слово», в котрому, з 1924 по 1939 роки, був редактором, співорганізатор першої Руської народно-культурної виставки у Пряшеві 1927 року і товариства «Просвіта», у 1930 році. Виступав за націоналізацію шкіл.

## Творчість
Писав на українській мові, інколи — язичієм. Публікував у закарпатській пресі вірші та оповідання для дітей. Автор підручника «Християнська наука для дітей народних шкіл» 1925 року, досліджень про О. Духновича, О. Павловича, статей про Т. Шевченка, І. Франка, В. Стефаника, Й. Змія-Миклошія, І. Невицьку та інших. Учасник виставок художників товариства «Своїна», змальовував побут українських сіл Меджилабірщини.